# Mátrai Ernő
Mátrai Ernő (Fót, 1846. augusztus 15. – Fót, 1897. december 8.) bölcsész, hirlapíró.

## Életpályája
Mátrai (Rothkrepf) Ferenc uradalmi orvos és Schmiedt Mária fia, Mátrai Gábor magyar nemzeti múzeumi könyvtár-igazgatóőr unokaöccse. Tanulmányait Esztergomban és Pesten végezte, ahol bölcseletdoktori oklevelet szerzett. Tehetségével és készültségével nem volt arányban vérmérséklete, emiatt igen nyughatatlan, siker nélküli és küzdelmes élete volt. A hatvanas évek kezdő irói nemzedékének figyelemre méltó tagja volt. A kritikával és kutatással járó életrajzíráshoz vonzódott leginkább. Mindig igen használható ember volt, az is maradt, de sem a polgári foglalkozásokban (a tanári pálya kecsegtetően nyilt volna meg előtte, mely Kolozsváron a 70-es évek elején az éppen akkor megnyilt egyetemnél várt reá, de egy könnyelmű lépésével örökre eltávolodott szépen indult pályájától), sem az irodalomban nem tudott sem állandóságra, sem nevesebb állásra szert tenni. Ekkor az Ompolyi nevet vette fel. Viszontogságosan vergődött végig az életen Magyarország különböző vidékein. Végre Fóton, rokonai körében húzta meg magát, hol apja és bátyja orvosok voltak, ott élt évekig egyszerű szegénységben anyja mellett. A Fóti dal 50 éves jubileuma alkalmából emlékünnepélyt rendezett a fóti szőlőkben, és emléktáblával jelölték meg a Fáy András-féle pincét, ahol Vörösmarty először szavalta el híres bordalát. 1896-ban anyja is meghalt, és ő mint idő előtt elöregedett ember halt meg 1897. december 8-án.

## Munkássága
Cikkei a Vasárnapi Ujságban, a Religióban, a Hazánk és a Külföldben, a Fővárosi Lapokban, a Reformban, a Honban, a Magyar Államban, a Figyelőben, az Esztergomban, a Magyar Népvilágban, a Képes Családi Lapokban, az Egyetértésben. Írt még dr. Spinoza névvel a Budapesti Hirlapban több tárcacikket, a Községi Közlönynek is munkatársa volt.
Szerkesztette a Vácvidéki Lapot 1874–1875, a Vácvidéket 1975–1876, a Magyar Jegyzőt 1875-ben rövid ideig Vácon.

### Fontosabb munkái
- Szépészeti nyilt levél Vithalm Gusztávhoz. Pest, 1865.
- A philosophia Crestomatiája. szemelvények az ó-, közép- és ujkor jelentősb philosophjainak műveiből. fordította, szerkesztette és magyarázó szöveggel kisérte. I. füzet. A Sokratest előző görög philosophia. Pest, 1871.
- A kolozsvári egyetem mint kulturai szükséglet. Kolozsvár, 1871.